# Klub des Krummen Rades

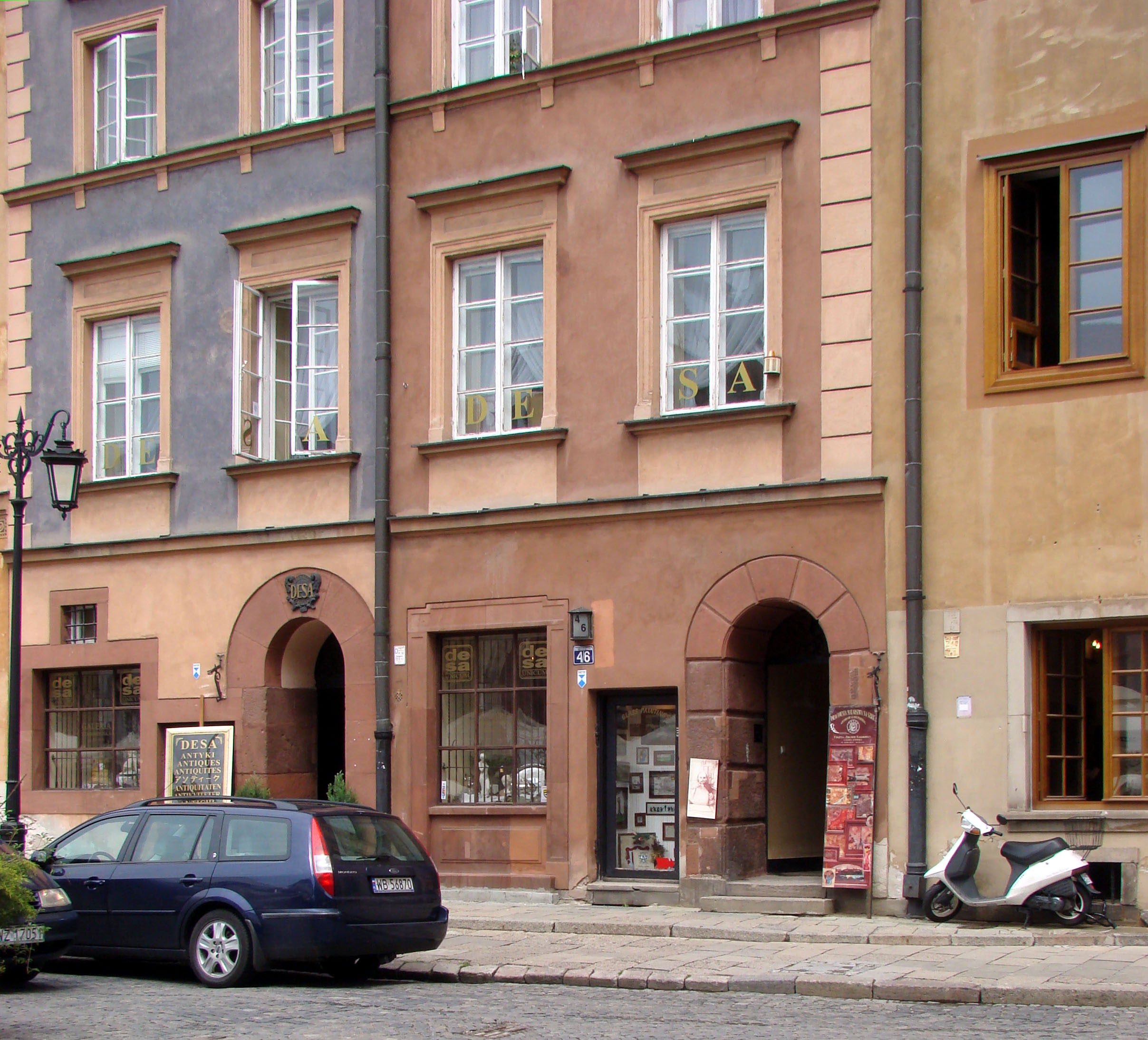
Hier, am Alten Markt, trafen sich jeden Donnerstag die Klubmitglieder

Klub des Krummen Rades (poln. Klub Krzywego Koła) war ein freidenkerischer Diskussionsklub, in Warschau im Zeitraum von 1955 bis 1962 tätig.
Er entstand in der Tauwetterstimmung des „polnischen Oktobers“ in der Wohnung des Ehepaars Juliusz und Ewa Garztecki in der Krummes-Rad-Gasse (poln. Ulica Krzywego Koła) in der gerade wiederaufgebauten Warschauer Altstadt. Später fanden die Klubtreffen jeden Donnerstag um 18.00 Uhr am Alten Marktplatz, im Saal am 1. Obergeschoss über der Kunstgalerie „Desa“ statt.
Man diskutierte offen über Kunst, Kultur, Politik, und Philosophie. Nur ein Thema blieb Tabu: die sozialistische Gesellschaftsordnung. Die Behörden betrachteten den Klub als eine Art Sicherheitsventil am brodelnden Kessel, unter diskreter Kontrolle des Sicherheitsamtes.
Einige Klubmitglieder waren gleichzeitig Mitarbeiter der Wochenschrift der jungen Intelligenz „Po prostu“ (dt. Einfach!).
Viele Klubmitglieder erreichten später wichtige Posten in der polnischen Kultur und Politik, auch im 21. Jahrhundert erfreuen sich die Senioren eines hohen Ansehens.
An den Diskussionen nahmen u. a. Teil:
- Władysław Bartoszewski – Historiker
- Leszek Kołakowski – Philosoph
- Jacek Kuroń – Pädagoge, Pfadfinder-Aktivist
- Jan Józef Lipski – Literaturhistoriker
- Stanisław Manturzewski – Soziologe
- Adam Michnik – Journalist
- Karol Modzelewski – Historiker
- Jan Olszewski – Jurist
- Maria Ossowska – Soziologin
- Stanisław Ossowski – Soziologe
- Antoni Słonimski – Schriftsteller
- Jerzy Urban – Journalist „Po prostu“